# Souvigné-sur-Même
Souvigné-sur-Même är en kommun i departementet Sarthe i regionen Pays de la Loire i nordvästra Frankrike. Kommunen ligger i kantonen La Ferté-Bernard som tillhör arrondissementet Mamers. År 2022 hade Souvigné-sur-Même 160 invånare.

## Befolkningsutveckling
Antalet invånare i kommunen Souvigné-sur-Même
| Referens: INSEE |